# André Gayot

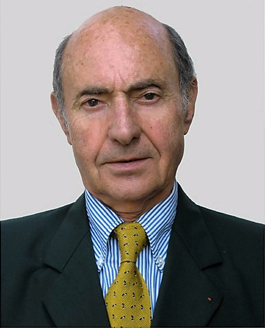

André Gayot (3 oktober 1929) is een Frans beoordelaar van restaurants. Samen met zijn vrienden Gault en Millau gaf hij begin jaren zeventig vorm en richting aan de term nouvelle cuisine. In 1981 begon hij met de publicatie van een serie gidsen die bekend werd onder de naam Gayot Guides.
De gidsen kennen restaurants een waardering op een schaal van 1 tot 20 toe. De zoon en dochter van Gayot werken ook voor de gidsen, die als alternatief worden gezien voor de Michelingidsen.